# Gamba borracha

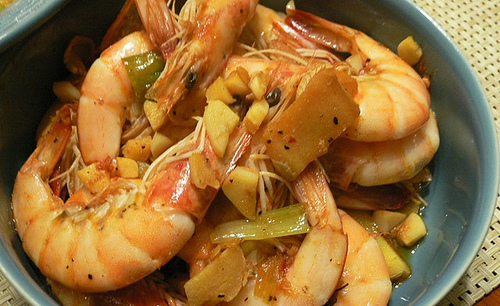
Gambas borrachas salteadas.

La gamba borracha es un plato popular en partes de China consistente en gambas de agua dulce que a menudo se comen vivas, aunque aturdidas por un licor fuerte (白酒, baijiu) para facilitar su consumo. Distintas regiones de China cuentan con recetas diferentes. Por ejemplo, a veces las gambas se emborrachan y entonces se cuecen en agua hirviendo en lugar de servirlas vivas, y en otras variantes se marinan en alcohol gambas ya cocidas.
La gamba borracha viva se cita a menudo como uno de los platos más crueles de China, especialmente por el sabor de una gamba borracha viva y otra correctamente cocinada es parecido, de forma que los críticos sienten que se comen vivas innecesariamente.
Consumir este marisco crudo puede suponer un serio riesgo para la salud debido a la posibilidad de paragonimosis, además del marinado en licor.
En Occidente, el término «gamba borracha» puede aplicarse a la que ha sido marinada en alcohol antes de cocinarla.